# Indrechtach mac Muiredaig
Indrechtach mac Muiredaig Muillethan (mort en 723) est un roi de Connacht issu des Uí Briúin branche des Connachta. Il est le fils Muiredach Muillethan mac Fergusso (mort en 702), un précédent souverain. Il appartient au Síl Muiredaig sept des Uí Briúin.

## Contexte
Les Listes de Rois sont contradictoires pour cette période mais les Laud Synchronisms lui accordent un règne de 16 ans. Les annales le mentionnent comme roi lors de l'obit de sa mort en 723. Toutefois le Chronicon Scotorum attribue à Domnall mac Cathail (mort en 715) un règne entre Indrechtach mac Muiredaig et Indrechtach mac Dúnchado Muirisci (mort en 707) et il est possible que Indrechtach mac Muiredaig ait été roi dès 707.
Son règne marque la consolidation de la domination de la dynastie des Ui Briun sur le Connacht. Un seul événement est cependant mentionné pendant cette période : la défaite du Corcu Baiscind (en), une tribu du futur comté de Thomond, et la mort du fils de Talammach attribués aux Connachta en 721. Les Annales d'Ulster ne précisent toutefois par quels Connachta furent victorieux .
Indrechtach meurt paisiblement lors d'un pèlerinage au monastère de Clonmacnoise un établissement religieux qui favorisait l'expansion des Ui Briun. Ses fils sont Áed Balb mac Indrechtaig (mort en 742), un roi de Connacht ; Muiredach (mort en 732) ; Tadg ; et Murgal. L'une de ses filles Medb est réputée être selon le Banshenchas l'épouse de Áed Oirdnide mac Neill et la mère de Niall Caille mac Áeda.

## Sources
- (en) Francis John Byrne, Irish Kings and High-Kings, Londres, Batsford, 1973 (ISBN 0-7134-5882-8), p. 300 Tableau 20
- (en) T.W Moody, F.X. Martin, F.J. Byrne A New History of Ireland IX Maps, Genealogies, Lists. A companion to Irish History part II . Oxford University Press réédition 2011  (ISBN 9780199593064) Kings of Connacht to 1224 p. 138.